# Foals
Foals — британская инди-рок группа, основанная в 2005 году в Оксфорде, Англия. В их песнях частично присутствует влияние дэнс-панка и математического рока. Группа состоит из четырёх участников: вокалиста и лид-гитариста Янниса Филиппакиса, барабанщика-перкуссиониста Джека Бэвана, ритм-гитариста Джимми Смита и бас-гитариста Уолтера Джерверса, который вернулся в мае 2023 года в коллектив.
На данный момент подписаны на Warner Bros Records. Дебютный альбом Antidotes вышел 24 марта 2008 года в Британии и 8 апреля того же года в США. Второй Total Life Forever был выпущен 10 мая 2010 года. Первый микстейп группы Tapes выпущен 3 июля 2012 года, как часть проекта лейбла !K7. Третий альбом Holy Fire поступил в продажу 11 февраля 2013 года. Четвёртый альбом What Went Down вышел 28 августа 2015 года. Пятый студийный альбом Everything Not Saved Will Be Lost — Part 1 вышел 8 марта 2019 года, выход второй части состоялся 18 октября 2019 года.

## История группы
Вокалист группы Youthmovies, Эндрю Мирс, изначально собрал Foals и был в этой группе ведущим вокалистом и гитаристом. В Foals он успел выпустить сингл «Try This on Your Piano/Look at My Furrows of Worry» на семидюймовом виниле, однако вскоре вышел из состава группы, чтобы заняться дебютным альбомом Youthmovies — Good Nature.
Джек Бивен, Лина Саймон и Яннис Филиппакис изначально играли в мат-рок группе The Edmund Fitzgerald, которая не представляла никакого интереса для музыкальной прессы. Группа распалась, поскольку участники считали, что их творчество становится всё более и более серьёзным. Так как The Edmund Fitzgerald была создана исключительно для веселья.
Уолтер Джерверс и Джимми Смит были частью маленькой оксфордской группы Face Meets Grill. Они встретились и собрали команду из членов Abingdon Boys School, той же самой школы, откуда вышли все участники Radiohead. Группа давала концерты в Оксфорде и за его пределами и даже записала ЕР в небольшом городке Хулл. После выступления на Truck Festival в 2004, они решили разойтись и заняться каждый своим делом.
Джимми Смит — единственный из группы, кто получил высшее образование. Остальные члены группы бросили учёбу после того, как Бен Макерет подписал их на лейбл Transgressive Records
Группа предпочитает быть независимой, так что все клипы были созданы их другом Дэйвом Ма, как и обложки (исключая обложку к Total Life Forever) были созданы их приятелем Tinhead. Влияние на Foals оказали многие и разнообразные по жанровым меркам группы: The Redneck Manifesto, Harmonia, Talking Heads, Arthur Russel. Музыкальный стиль варьируется между мат-роком, инди-роком и нью-рэйвом.
В начале 2007 года Foals выпустили синглы Hummer и Mathletics, продюсером которых стал Гарет Партон. Оба сингла были выпущены на виниле небольшим тиражом. Hummer позже звучала саундтреком к сериалу Skins.

### Antidotes(2007—2009)
Летом 2007 года группа начинает работать над своим дебютным альбомом в Нью-Йорке. Он был спродюсирован Дэйвом Ситеком из TV on the Radio. Однако, записи группа решила микшировать сама, поскольку первый микс, который сделал Ситек «звучал так, как будто был записан в Большом Каньоне». Во многих интервью Филиппакис говорил, что группа и Ситек находятся в хороших отношениях, несмотря на то, что они отклонили его работу. Дебютный альбом группы, Antidotes, вышел 24 марта 2008 года в Британии и 8 апреля в США. Пластинка стала коммерчески успешной, поднявшись на третье место в британском чарте. Более скромный успех ожидал группу в других странах: Antidotes попал в чарты только во Франции, Японии и Нидерландах. Другие издания Antidotes содержали в себе ранние синглы Hummer и Mathletics, спродюсированные Партоном.

### Total Life Forever(2009—2011)
В августе 2009, группа начала записывать свой второй альбом на студии Svenska Grammofon Studion, в Гётеборге, Швеция. Total Life Forever группа описала так: по звучанию это напоминает «тропический прог». Также они утверждают, что альбом получился менее драйвовым, чем планировалось изначально. Продюсировал альбом Люк Смит из Clor. Пластинку назвали в честь элемента теории Рэя Курцвейла о технологической сингулярности. Какое-то время Яннис увлекался футурологией, что можно заметить по текстам песен из Total Life Forever.

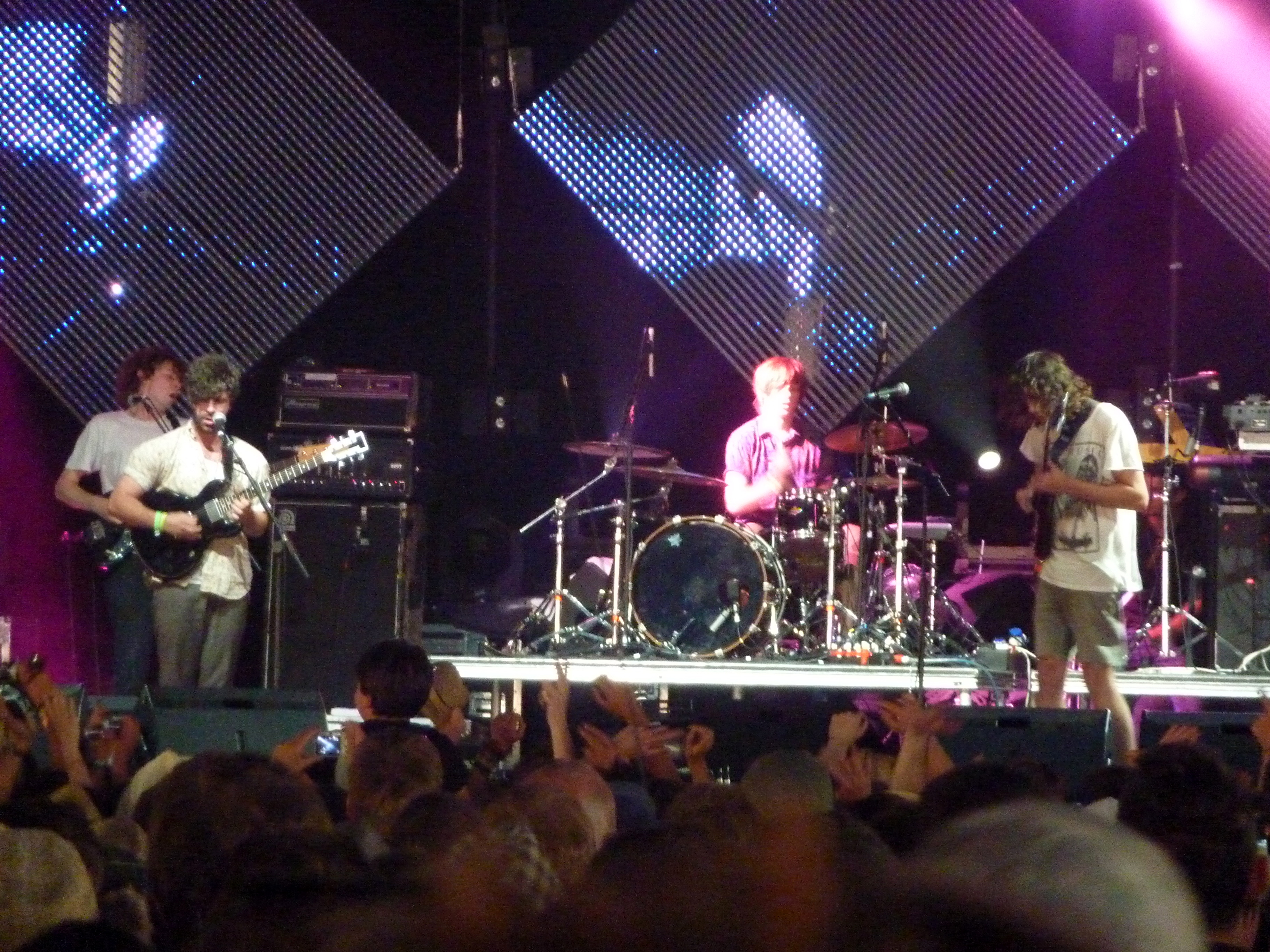
Foals на Гластонбери в 2010 году.

Первый сингл альбома, Spanish Sahara, был представлен 1 марта 2010 года в эфире шоу Зэйна Лоу на BBC Radio 1. В тот же день на сайте группы вышел клип официальный клип на эту песню, срежиссированный Дэйвом Ма. 6 марта официально заработал сайт, посвященный Total Life Forever. На сайте появлялись пазлы, которые представляли собой картинки, текст и небольшие кусочки песен из нового альбома. Последний подобный пазл появился 12 марта с паролем от обновленного сайта группы. 13 марта сайт был открыт. Там можно было найти множество материалов, которые касались Total Life Forever: новый арт-концепт, семплы, фотографии и видео рабочего процесса. Лид-сингл This Orient вышел 3 мая 2010 года, сам альбом появился в продаже неделей позже.
Spanish Sahara была саундтреком ко многим сериалам: Entourage на НВО, Skins и Misfits на Е4 и Outcasts на BBC One. В сентябре 2010 года трек Spanish Sahara вышел на физических носителях. Туда же вошёл ремикс со струнными из London Contemporary Orchestra.
Альбом был номинирован на престижную Mercury Prize. В интервью онлайн-изданию Coup De Main, Джимми Смит сказал, что члены группы живут вместе как в турне, так и вне гастролей. В частности он рассказал, что они едут сочинять демозаписи для нового альбома в Австралию вместе. «Это как ехать в концертный тур со своей семьей, очень здорово», — сказал Смит.

### Holy Fire(2012—2015)
19 октября 2012 года, группа на своей странице в Facebook анонсировала, что их новый альбом будет называться Holy Fire. Через неделю появилась информация, что альбом поступит в продажу в Британии 11 февраля 2013 года. Лид-сингл, Inhaler, впервые прозвучал на радио 5 ноября 2012 года. Новую песню, My Number, можно было услышать во время выступления Foals на шоу Джулса Холланда. Пластинка вышла в свет 11 февраля 2013 года, как в Британии, так и в США.

### What Went Down(2015—2019)
Четвёртый альбом группы вышел 28 августа 2015 года. 5 сентября в сети появился клип на песню «Birch tree». С новым альбомом группа поднялась на 3-е место в Британском чарте.
В конце 2017 «Foals» сообщили, что пишут новый альбом.
В 2018-м году бас-гитарист группы Уолтер Джерверс покинул группу.

### Everything Not Saved Will Be Lost Part 1&2(2019 — настоящее время)
15 января 2019 года группа анонсировала свой пятый альбом, который состоит из двух частей — Everything Not Saved Will Be Lost 1&2. Информация на официальном сайте Архивная копия от 13 июля 2011 на Wayback Machine гласит, что первая часть альбома вышла 8 марта 2019 года, а релиз второй части состоялся 18 октября 2019 года.
Также на официальном сайте есть информация о двух тизерах к альбому, режиссёром которых является Альберт Мойа.
22 сентября в Instagram Foals объявили, что Эдвин Конгрейв покидает группу и в дальнейшем будет заниматься борьбой с климатическими изменениями на планете.
2 мая 2023 года в своём Instagram группа провела live-трансляцию, где во время живой музыкальной сессии можно было заметить Уолтера Джерверса - бас-гитариста, который играл в Foals с 2005 по 2018 год. После окончания трансляции группа объявила, что он вернулся снова в коллектив.

## Дискография
Альбомы
- Antidotes (2008)
- Total Life Forever (2010)
- Holy Fire (2013)
- What Went Down (2015)[3][4][5]
- Everything Not Saved Will Be Lost Part 1 (2019)
- Everything Not Saved Will Be Lost Part 2 (2019)
- Life is Yours (2022)

EP
- Live EP (Transgressive Records, 2007)
- Gold Gold Gold EP (Transgressive Records, 2007)

Синглы
- «Hummer» (2007)
- «Mathletics» (2007)
- «Balloons» (2007)
- «Cassius» (2008)
- «Red Socks Pugie» (2008)
- «Spanish Sahara» (2010)
- «This Orient» (2010)
- «Miami» (2010)
- «Inhaler» (2013)
- «My Number» (2013)
- «Late Night» (2013)
- «Exits» (2019)
- «Black Bull» (2019)
- «The Runner» (2019)
- «Into the Surf» (2019)
- «Hypercolour» (2020)

Ремикс «My Number» использовался в качестве саундтрека в компьютерной игре FIFA 14, «The Runner» — FIFA 20, «Spanish Sahara» — в Life is Strange

## Состав группы
Текущие состав
- Яннис Филиппакис — вокал, гитара (с 2005), бас-гитара (с 2018)
- Джек Беван — барабаны, ударные инструменты (с 2005)
- Джимми Смит — ритм-гитара, синтезатор, бэк-вокал (с 2005)
- Уолтер Джерверс — бас-гитара, ударные инструменты, бэк-вокал (2005—2018, 2023- по настоящее время)

Участники на время тура
- Джереми Притчерд — бас-гитара, синтезатор, бэк-вокал (2019)
- Кит Монтейт — ударные инструменты, семплер, бэк-вокал (с 2019)
- Винцент Тэгер — ударные инструменты, тимбал (с 2019)

Бывшие участники
- Эндрю Мирс — вокал, ритм-гитара (2005—2006)
- Эдвин Конгрейв — клавишные, синтезатор, бэк-вокал, бас-гитара (2005-2021)